# Михайлов, Григорий Михайлович
Григорий Михайлович Михайлов (29 сентября 1901, выселки Бельково, Псковская губерния — 2 мая 1942) — советский военачальник, Герой Советского Союза (29.08.1939). Полковник (31.03.1940).

## Биография
Родился 29 сентября 1901 года в выселках Бельково Порховского уезда Псковской губернии. Из крестьянской семьи. Русский. Член ВКП(б) с 1938 года. По окончании 7 классов работал в деревне Боровня того же района.
В Красной Армии с мая 1920 года, призван Порховским уездным военкоматом Псковской губернии. Красноармеец 2-го инженерного запасного батальона. Участник Гражданской войны: в 1920 году сражался против войск атамана С. В. Петлюры на Украине. С октября 1920 — красноармеец Особого отдела 12-й армии, с декабря 1920 — красноармеец отдельной сапёрной роты 19-й стрелковой дивизии, с января 1921 — командир отделения, помощник командира взвода в саперной роте 130-й Богунской стрелковой бригады 44-й стрелковой дивизии (Вооружённые силы Украины и Крыма).
С ноября 1923 по август 1925 года — командир взвода и командир саперной роты в 99-й стрелковой дивизии Украинского военного округа. Затем убыл на учёбу. В 1927 году окончил Киевскую объединённую военную школу командиров РККА имени С. С. Каменева. С августа 1927 года продолжил службу в 43-й стрелковой дивизии Белорусского военного округа — командир взвода, роты, с ноября 1929 — начальник инженерной службы 129-го стрелкового полка. С декабря 1932 года — командир механизированной саперной роты, с февраля 1935 — помощник начальника штаба батальона боевого обеспечения, затем исполняющий обязанности начальника штаба 5-й механизированной бригады. С мая 1936 года — начальник штаба батальона обеспечения, с мая 1938 — начальник 5-й части штаба 1-й отдельной танковой бригады. В 1938 году окончил первый курс Военной академии РККА имени М. В. Фрунзе.
С августа 1938 года — командир танкового батальона 11-й легкотанковой бригады 57-го особого стрелкового корпуса, который дислоцировался на территории Монгольской Народной Республики.
Во главе батальона проявил героизм и отвагу в ходе боевых действий против японских милитаристов на реке Халхин-Гол в 1939 году. Танковый батальон 11-й легкотанковой бригады 1-й армейской группы, которым умело руководил майор Г. М. Михайлов геройски атаковал японские позиции в ходе Баин-Цаганского сражения в начале июля 1939 года. Также решительными действиями 20 августа 1939 года обеспечил успех наступательной операции советско-монгольских войск по окружению и уничтожению главной группировки японских войск.
Указом Президиума Верховного Совета СССР от 29 августа 1939 года за мужество и героизм, проявленные в боях, майору Михайлову Григорию Михайловичу присвоено звание Героя Советского Союза, с вручением ордена Ленина и медали «Золотая Звезда».
С сентября 1939 года — помощник командира 11-й танковой бригады в Монголии, с января 1940 года — на учёбе. Окончил Военную академию механизации и моторизации РККА имени И. В. Сталина в 1941 году. С мая 1941 года — командир 52-й танковой дивизии в 26-м механизированном корпусе Северо-Кавказского военного округа.
На фронтах Великой Отечественной войны полковник Г. М. Михайлов с июля 1941 года. Тогда его дивизия была передана в 24-ю армию Фронта резервных армий, и 8 июля переименована в 101-ю танковую дивизию. 9 июля она вступила в бой и в ходе начавшегося Смоленского оборонительного сражения вела активные боевые действия под Смоленском, способствуя прорыву из окружения крупных сил Западного фронта. Как и иные советские танковые части, в тех боях дивизия понесла большие потери, особенно в технике. В августе дивизию передали в 19-ю армию, а в сентябре преобразовали в 101-ю механизированную дивизию.
В самом начале Московской битвы дивизия полковника Г. М. Михайлова, действовавшая в полосе 16-й армии Западного фронта, попала в Вяземский котёл. Её подчинили группе войск генерала И. В. Болдина, в составе которой совместно с 128-й танковой бригадой дивизия пыталась пробить дорогу из окружения, нанося контрудар в районе села Холм-Жирковский, вела бой до последней возможности и практически вся погибла в бою.
С этого времени данные о судьбе Г. М. Михайлова отсутствуют. Наиболее вероятно, что он погиб в этих боях. Однако, согласно приказу об исключении из списков комсостава РККА, он числится пропавшим без вести 2 мая 1942 года в районе села Холм-Жирковский (но при этом в должности командира 101-й танковой дивизии, которая прекратила существование в октябре 1941 года).
Награждён орденом Ленина (29.08.1939), иностранной наградой — монгольским орденом Красного Знамени (1939).
Г. М. Михайлов явился прототипом танкиста Сергея Луконина — главного героя пьесы К. М. Симонова «Парень из нашего города», по мотивам которой в годы Великой Отечественной войны был снят одноимённый художественный фильм, где роль Луконина сыграл актёр Николай Крючков. Симонов сам участвовал в боях Халкин-Голе и был лично знаком с Г. М. Михайловым, и по его словам, подвиг Михайлова на Халхин-Голе оказал на него огромное нравственное влияние .